# بخش آکوبامبا، آکوبامبا
منطقه اکوبامبا، اکوبامبا (به اسپانیایی: Acobamba District, Acobamba) یک سکونتگاه مسکونی در پرو است که در منطقه اوانکاولیکا واقع شده‌است.

## خصوصیات
منطقه اکوبامبا ۹۱۰٫۸۲ کیلومترمربع مساحت و ۶۲٬۸۶۸ نفر جمعیت دارد و ۲٬۹۴۰ متر بالاتر از سطح دریا واقع شده‌است.